# Paul Mohr (Politiker)
Paul Mohr (* 7. April 1936 in Dössel; † 30. Januar 2022) war ein deutscher Politiker der CDU.

## Leben und Beruf
Nach dem Besuch der Volksschule war er Jungwerker und Assistent bei der Deutschen Bundesbahn und besuchte die Bundesbahnfachschule. 1960 legte er die Begabtensonderprüfung ab und studierte anschließend an der Pädagogischen Hochschule Paderborn. Nach dem ersten und dem zweiten Staatsexamen war er im Schuldienst tätig.
Mohr starb Ende Januar 2022 im Alter von 85 Jahren.

## Politische Karriere
1969 wurde Mohr Mitglied der CDU. Er war in zahlreichen Parteigremien aktiv. In der neunten Wahlperiode rückte er am 28. September 1983 über die Reserveliste seiner Partei in den Landtag des Landes Nordrhein-Westfalen ein. In der zehnten und in der elften Wahlperiode wurde er über die Landesliste der CDU Nordrhein-Westfalen gewählt und blieb Abgeordneter bis zum 31. Mai 1995. In der zwölften Wahlperiode rückte er am 20. Februar 1998 erneut über die Reserveliste nach.
Ab 1975 gehörte er dem Stadtrat der Stadt Warburg an und war Bürgermeister von 1989 bis 1999. Zudem war er 1975 bis 1989 Mitglied im Kreistag des Kreises Höxter.